# SeaMonkey
El SeaMonkey és una solució d'Internet amb aplicacions com un navegador web, un client de correu electrònic, una llibreta de contactes, un editor de pàgines web (Composer) i un client d'IRC (ChatZilla). Es tracta del projecte que pren el relleu del Mozilla Application Suite, sota la direcció de la seua comunitat de desenvolupadors i usuaris a través del Consell SeaMonkey, una entitat que rep recursos tècnics de la Fundació Mozilla.

## Història
El 10 de març del 2005 la Fundació Mozilla va anunciar que no es publicarien més versions oficials de la suite més enllà de la sèrie 1.7.x, perquè se centrarien exclusivament en aplicacions independents com el Firefox (navegador web) i el Thunderbird (client de correu electrònic). No obstant això, la Fundació Mozilla va emfatitzar que encara podrien proporcionar la infraestructura per als membres de la comunitat que desitgessin continuar amb el desenvolupament. Com a conseqüència, un conjunt de desenvolupadors i defensors del projecte van crear un consell i van assumir-ne la continuïtat. La versió 1.0 va aparèixer el 31 de gener del 2006.

## Nom
Per a evitar confusions amb aquells que encara utilitzessin l'aplicació original de Mozilla, va caler trobar un nou nom per al producte. Després de diferents especulacions, el 2 de juliol del 2005 va confirmar-se que rebria el nom de SeaMonkey.
Seamonkey, que en anglès vol dir artèmia salina, era de fet el nom que utilitzava la mateixa fundació, i abans Netscape, per a referir-se al codi de la Mozilla Suite. Si bé va començar a adoptar-se una numeració de versions diferent, la versió 1.0 hagués correspost al que hagués estat la versió 1.8 de Mozilla.